# Kimi no Tame ni Boku ga Iru
«Kimi no Tame ni Boku ga Iru» (君のために僕がいる?) es el quinto sencillo de la boy band japonesa Arashi que fue lanzado el 18 de abril de 2001. Certificado disco de oro por la RIAJ por la venta de 200 000 copias.

## Información del sencillo
El sencillo fue lanzado en dos ediciones una edición normal y una edición limitada que contiene dos canciones y karaokes solo la limitada viene incluido stickers y cubiertas cambiables.

## Lista de pistas
| N.º | Título                                  | Letras                    | Música                      | Duración |  |
| 1.  | «Kimi no Tame ni Boku ga Iru»           | Ookura Kouhei (大倉浩平?) | Makaino Kouji (馬飼野康二?) | 3:46     |  |
| 2.  | «Hanasanai!»                            | Makiho Emi (牧穂エミ?)    | Nagaoka Seikou (長岡成貢?)  | 5:02     |  |
| 3.  | «Kimi no Tame ni Boku ga Iru» (Karaoke) | Ookura                    | Makaino                     | 3:47     |  |
| 4.  | «Hanasanai!» (Karaoke)                  | Makiho                    | Nagaoka                     | 4:59     |  |